# Yves Pons
Yves Pons (* 7. Mai 1999 in Port-au-Prince) ist ein französischer Basketballspieler.

## Werdegang
Pons wuchs dreieinhalb Jahre bei seiner Mutter in Cité Soleil auf Haiti auf. Seine Mutter gab ihn in ein Kinderheim, da sie nicht mehr imstande war, sich um ihren Sohn zu kümmern. Nach rund einem Jahr Heimerziehung wurde er von einem französischen Ehepaar adoptiert und wuchs fortan in Fuveau im Süden Frankreichs auf. Über seine Adoptivmutter, die Berufstänzerin war, kam Pons mit Jazztanz in Berührung und betrieb diesen als Jugendlicher. Er übte ebenfalls die Kampfsportart Judo aus, ehe er sich vollständig dem Basketballsport widmete. Er spielte Basketball zunächst beim Verein AIL Fuveau, wurde im Leistungszentrum von Aix-en-Provence und zwischen 2014 und 2017 am Leistungszentrum INSEP gefördert.
2017 wechselte Pons an die University of Tennessee in die Vereinigten Staaten. Er wurde der erste Franzose, der für die Hochschulmannschaft spielte. Er tat sich dort vor allem durch seine Stärken in der Verteidigung und durch seine Sprungkraft hervor. Pons wurde 2020 als Verteidiger des Jahres der Southeastern Conference ausgezeichnet. Er bestritt 116 Spiele für die Hochschulmannschaft (5,7 Punkte, 3,3 Rebounds, 1,2 Blocks/Spiel). Mit einer Gesamtanzahl an 137 geblockten Würfen lag er zum Zeitpunkt seines Abschieds von der Hochschule auf dem achten Platz der ewigen Bestenliste.
Beim Draftverfahren der NBA im Jahr 2021 wurde Pons von keiner Mannschaft ausgewählt, schaffte aber dennoch den Sprung in die Liga: Im August 2021 statteten ihn die Memphis Grizzlies mit einem Vertrag aus. Ihm wurde ebenfalls die Möglichkeit verschafft, Einsatzzeit bei der Mannschaft Memphis Hustle in der NBA G-League zu sammeln. Im November 2021 stand Pons erstmals in einem NBA-Spiel auf dem Feld. Er kam für Memphis auf zwölf NBA-Einsätze (1,1 Punkte/Spiel).
Ende Juli 2022 wurde er von ASVEL Lyon-Villeurbanne verpflichtet. Pons äußerte im Sommer 2023 öffentlich sein Unverständnis über die ihm seiner Ansicht nach geringe zugestandene Einsatzzeit, daraufhin kam es zur Vertragsauflösung mit ASVEL. Zur Spielzeit 2023/24 wechselte er nach Spanien zum Erstligisten Bàsquet Girona. Bis 2025 bestritt Pons in der Liga ACB 45 Spiele für Girona, in denen er im Durchschnitt 7,1 Punkte erzielte.
Im Sommer 2025 wurde er vom Bàsquet Club Andorra (ebenfalls Liga ACB) verpflichtet.

### Nationalmannschaft
2014 wurde er mit Frankreich U16-Europameister. Pons war der jüngste Spieler des Aufgebots, dem neben anderen Killian Tillie, Adam Mokoka und Frank Ntilikina angehörten. 2016 nahm er an der U17-Weltmeisterschaft und 2019 an der U20-EM teil. Ende Juli 2023 bestritt er sein erstes Länderspiel für die Herrennationalmannschaft.

## Sonstiges
Pons erlernte als Jugendlicher das Saxofonspielen. Sein Adoptivgroßvater war Orchesterleiter. Seine aus Frankreich stammende Ehefrau Laetitia lernte er in New York über seinen Freund Frank Ntilikina kennen.

## Karriere-Statistiken

### NBA

#### Hauptrunde
| Saison  | Team    | GP | GS | MPG | FG % | 3P % | FT % | RPG | APG | SPG | BPG | PPG |
| ------- | ------- | -- | -- | --- | ---- | ---- | ---- | --- | --- | --- | --- | --- |
| 2021–22 | Memphis | 12 | 0  | 5.9 | .313 | .333 | .000 | 1.0 | 0.1 | 0.1 | 0.3 | 1.1 |
| Gesamt  | Gesamt  | 12 | 0  | 5.9 | .313 | .333 | .000 | 1.0 | 0.1 | 0.1 | 0.3 | 1.1 |